# 村规民约
村规民约，中国特色的一种形成约定，大部分是由本村村民自发的集中汇总而成，主要是为了规范村民间，计划生育、农田水利、公共秩序、红白事、争议纠纷处理协调等条文。
相对于法律而言，村规民约均按国家法律而规范。只适用于本村村民而定。当前的村规民约主要集中在公共事务的处理协调，矛盾纠纷的化解。